# Lelia Spuhr
Lelia Spuhr (* 16. Januar 1924 in Villa Ballester, Buenos Aires; † 2006 Buenos Aires) war eine argentinische Leichtathletin deutscher Herkunft.

## Leben und Karriere
Spuhr, die Mitglied beim Club River Plate in Buenos Aires war und mit 13 Jahren ihre ersten Wettbewerbe absolvierte, wurde bei den XI. Leichtathletik-Südamerikameisterschaft vom 25. bis zum 28. Mai 1939 in Lima die erfolgreichste Athletin mit zwei Goldmedaillen (200-Meter-Lauf und 4-mal-100-Meter-Staffellauf), einer Silbermedaille (100-Meter-Lauf) sowie einer Bronzemedaille (Hochsprung). Erstmals wurden bei diesen Meisterschaften neun Disziplinen für Frauen ausgetragen.
Bei den XII. Leichtathletik-Südamerikameisterschaften 1941 in Buenos Aires konnte sie ihren Erfolg noch ausbauen. Sie gewann vier Goldmedaillen (100-Meter-, 200-Meter- und 4-mal-100-Meter-Lauf sowie Hochsprung) und war damit erfolgreichste Athletin dieser Meisterschaften.
1943, 1945 und 1947 nahm Spuhr nicht an den Meisterschaften teil. Erst 1949 bei den XVI. Leichtathletik-Südamerikameisterschaften konnte sie wieder eine Silbermedaille gewinnen. Im Hochsprung musste sie sich nur Elizabeth Müller aus Brasilien geschlagen geben.
Lelia Spuhr war nach ihrer Karriere als Leichtathletin als Modedesignerin tätig. Sie hatte eine Tochter.